# 샬린 맥케나

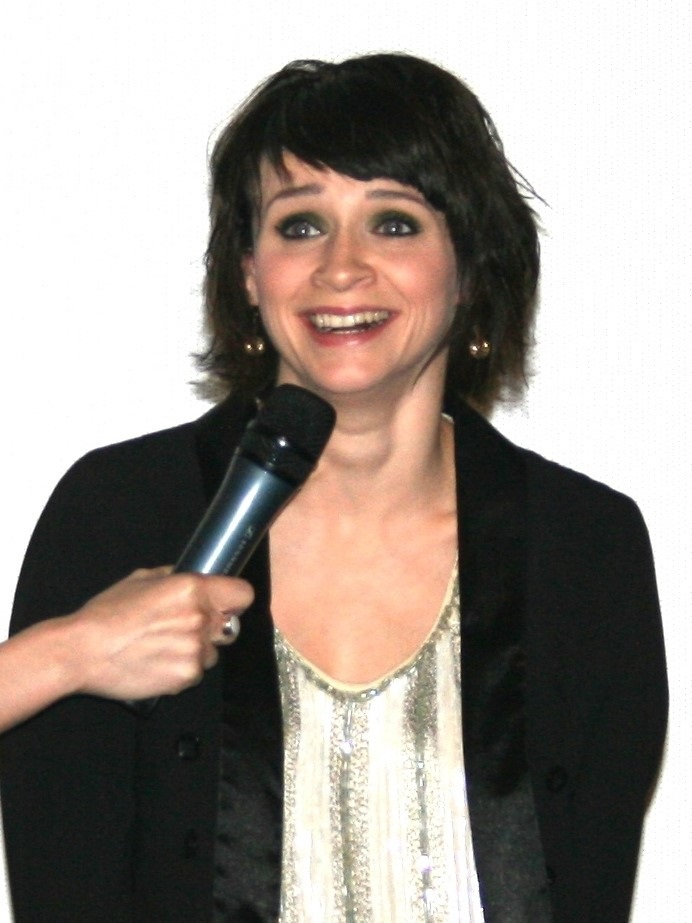

샬린 맥케나(Charlene McKenna, 1984년 3월 26일 ~ )는 아일랜드의 배우이다.

## 출연 작품

### 영화
- 《호랑이 꼬리》
- 《플루토에서 아침을》
- 《도로시》
- 《점프》
- 《부갈루 앤 그레이엄》

### 드라마
- 《리퍼 스트리트》
- 《블러드랜드》